# Síndrome de Frey
El síndrome de Frey, también conocido como síndrome de Baillarger, síndrome de Dupuy, síndrome auriculotemporal o síndrome de Frey-Baillarger es un síndrome relacionado con la ingesta, que puede ser congénito o adquirido, especialmente tras cirugía de la parótida, y que puede persistir de por vida. Su nombre viene de la neuróloga polaca Łucja Frey-Gottesman, quien lo describió en 1923.

## Clínica
Los síntomas del síndrome de Frey son rubor y sudoración de la mejilla, en el área adyacente a la oreja. Pueden aparecer cuando la persona afectada come, ve, piensa o habla sobre ciertos tipos de comida que producen una fuerte salivación.

## Causas
El síndrome de Frey aparece a menudo como un efecto secundario de la cirugía de la glándula parótida, debido al daño del nervio auriculotemporal, rama colateral del nervio trigémino. Esta rama contiene fibras simpáticas que inervan las glándulas sudoríparas del cuero cabelludo y fibras parasimpáticas que inervan la parótida. Al dañar este nervio, y como resultado de una reparación defectuosa, las fibras pueden entrecruzarse de forma que el estímulo salival produzca sudor en lugar de la respuesta salival normal. Más raramente, la cuerda del tímpano puede lesionarse durante la escisión de la glándula submandibular.También se ve habitualmente en pacientes que han sido sometidos a una simpatectomía torácica endoscópica, un procedimiento quirúrgico que corta parte del tronco simpático para tratar la hiperhidrosis de las manos o los ataques de rubor. La regeneración anormal de las ramas nerviosas produce sudoración y salivación anormales. También puede producir rinorrea en respuesta al olor de algunos alimentos.
En niños, el síndrome de Frey es una entidad rara que se presenta generalmente de forma secundaria a traumatismos obstétricos, consecuencia de partos instrumentales con uso de fórceps. Aunque la etiología no es del todo conocida, la ausencia de otros antecedentes traumáticos, quirúrgicos o tumorales apunta como causa del cuadro clínico a una regeneración aberrante del nervio aurículotemporal dañado en el parto. En los casos donde no existe tal antecedente, se propone como posible etiología una conexión nerviosa aberrante de origen congénito.

## Tratamiento
Se pueden optar por varios tipos diferentes de tratamiento:
- Inyección de toxina botulínica del tipo A[6][7]
- Corte quirúrgico de las fibras nerviosas (tratamiento temporal)[1][3]
- Aplicación de pomadas con fármacos anticolinérgicos como la escopolamina.[1][3]